# Amir Husayn
Amir Husayn fue emir de los karaunes y brevemente emir principal del kanato de Chagatai. Era nieto (sobrino en una fuente) de Qazaghan el emir principal derrocado por Buyan Suldus en 1258.
Tras la invasión del kanato por Tughlugh Timur de Mogulistán en 1260, Amir Husayn regresó del exilio y, queriendo vengar a su familia, formó una coalición con los yasauris bajo Amir Khidr, y los Barlas, ahora bajo Tamerlán (designado por Tughluq Timur), en contra de Buyan Suldus, que tenía como aliados a Amir Beyazid de los jalayirs y Hajji Beg, el antiguo jefe de los Barlas. Amir Husayn, Tamerlán y Amir Khidr se dirigieron hacia Shadman en contra de Buyan Suldus, pero este huyó a Badakhxan, el gobernante del cual, Baha al-Din, igualmente huyó cuando los aliados invadieron su territorio. Amir Husayn entonces reclamó el liderazgo del ulus. Mientras Tughluq Timur abandonó el kanato Buyan Suldus regresó a su territorio y disputó el poder con Amir Husayn.
El 1361 Tughluq Temur invadió por segunda vez invadía la región, y Buyan Suldus se le sometió en Samarcanda. Esta vez, sin embargo, el kan quería centralizar el gobierno, y comenzó una purga de líderes tribales a los que consideraba como enemigos potenciales. Buyan Suldus fue ejecutado en 1362. Tughluq Timur regresó de nuevo a Mogulistán pero dejó como virrey a su hijo Ilyas Khoja. A la muerte de Tughluq Timur (1363), Tamerlán y Amir Husayn unidos expulsaron rápidamente a los mogoles orientales (a los que consideraban bárbaros) de Transoxiana. En 1365 lo mogoles orientales invadían de nuevo el país pero ahora las fuerzas de los karaunes bajo Amir Husayn y de los Barlas bajo Tamerlán, los derrotaron.
Poco después de este fracaso lo vencedores Tamerlán y Husayn establecieron un cogobierno en Transoxiana, instalando un kan títere. Husayn decidió construir para él mismo una base urbana que sirviera de capital permanente, que fue el centro de Balkh en Afganistán, arruinada desde el tiempo de Gengis Kan, y que ahora se desarrolló como una anti-Samarcanda. En cuanto al ambicioso Tamerlán, este se sublevó en 1370 al frente de sus partidarios. Husayn tenía poco apoyo y fue fácilmente derrotado y asesinado.